# Sportåret 1979

## Händelser

### Amerikansk fotboll
- Pittsburgh Steelers besegrar Dallas Cowboys med 35 - 31 i Super Bowl XIII. (Final för 1978).
- 4 augusti - första matchen i Bundesliga i amerikansk fotboll spelas mellan Frankfurter Löwen och Düsseldorf Panther, i den första ligamatchen någonsin inom amerikansk fotboll i Västtyskland.[1]
- 10 november - Första German Bowl I spelas, Frankfurter Löwen slår Ansbach Grizzlies med 14-8.[2]

#### NFL:s slutspel för 1979
Från och med 1978 infördes ett nytt system för slutspelet. Vinnarna av de tre divisionerna i respektive Confererence går automatiskt till slutspelet, som utökats med ytterligare två lag (kallade Wild Cards – de två lag som förutom divisionssegrarna uppnått bästa resultat under året). Wild Cards möts i en första omgång (I) varvid segrande lag går till slutspelet (II).

##### NFC (National Football Conference)
- Divisionssegrare: Dallas Cowboys, Los Angeles Rams och Tampa Bay Buccaneers
- Wild Cards:  Chicago Bears och Philadelphia Eagles
- I –
  - Philadelphia Eagles besegrar Chicago Bears med 27 - 17
- II –
  - Tampa Bay Buccaneers besegrar Philadelphia Eagles med 24 - 17
  - Los Angeles Rams besegrar Dallas Cowboys med 21 - 19
    - Los Angeles Rams besegrar Tampa Bay Buccaneers med 9 - 0 i NFC-finalen

##### AFC (American Football Conference)
- Divisionssegrare: San Diego Chargers, Miami Dolphins och Pittsburgh Steelers
- Wild Cards:  Denver Broncos och Houston Oilers
- I –
  - Houston Oilers besegrar Denver Broncos med 13 - 7
- II -
  - Pittsburgh Steelers besegrar Miami Dolphins med 34 - 14
  - Houston Oilers besegrar San Diego Chargers med 17 - 14
    - Pittsburgh Steelers besegrar Houston Oilers med 27 - 13 i AFC-finalen

### Badminton
- 4 januari -  Swedish Open i Stockholm avslutas, och domineras av Danmark.[3]

### Bandy
- 4 februari -  Sovjet vinner världsmästerskapet i Sverige före Sverige och Finland.[4]
- 17 mars - IK Göta blir svenska dammästare genom att finalslå Katrineholms SK med 2-0 på Söderstadion i Stockholm.[5]
- 18 mars - IF Boltic blir svenska herrmästare genom att finalslå Brobergs IF med 7-4 på Söderstadion i Stockholm.[6][7]
- December – Den första bandymatchen i USA spelas i Edina, Minnesota mellan Sveriges juniorlandslag och svenska klubblaget Brobergs IF.[8]
- Okänt datum – Internationella bandyförbundet flyttar sitt kansli till Sverige.[9]

### Baseboll
- 17 oktober - National League-mästarna Pittsburgh Pirates vinner World Series med 4-3 i matcher över American League-mästarna Baltimore Orioles.[10]

### Basket
- 5 april - Alviks BK blir svenska mästare för herrar.[3]
- 1 juni - Seattle Supersonics vinner NBA-finalserien mot Washington Bullets.[11]
- 17 juni - Sovjet vinner herrarnas Europamästerskap genom att finalslå Israel med 98-76 i Turin.[12]
- 24-26 augusti - USA vinner herrtävlingen och Östtyskland damtävlingen Världscupen i Montréal.[3]
- 4 oktober - USA blir damvärldsmästare i Seoul före Sydkorea och Kanada.[13]
- Södertälje BBK blir svenska mästare för damer.[3]

### Boxning
- 12 maj - Amatör-Europamästerskapen i Köln avslutas.[3]
- 28 september - Larry Holmes, USA försvarar världsmästartiteln genom att i Las Vegas besegra regerande WBC-världsmästare Earnie Shavers, USA på RSC i 11 ronden.[3]
- 21 oktober - John Tate, USA erövrar den vakanta WBA-titeln efter Muhammad Ali, USA genom att i Pretoria besegra  gerrie Coetzee, Sydafrika.[3]

### Brottning
- Frank Andersson vinner VM-guld

### Bågskytte
- 20 juli - Världsmästerskapen i bågskytte i Västberlin avslutas.[3]

### Curling
- 1 april - Norge vinner världsmästerskapet för herrar i Bern före Schweiz och Kanada.[3]
- Schweiz blir damvärldsmästare före Sverige och Kanada.

### Cykel
- 23 juni - Alf Segersäll, Sverige vinner Giro d'Italia för amatörer.[3]
- 15 juli - Svenska mästerskapen i Sollefteå avslutas.[3]
- 22 juli - Bernard Hinault, Frankrike vinner Tour de France för andra gången.[3]
- Jan Raas, Nederländerna vinner landsvägsloppet i VM.
- Giuseppe Saronni, Italien vinner Giro d'Italia
- Joop Zoetemelk, Nederländerna vinner Vuelta a España

### Fotboll
- 12 maj - Arsenal FC vinner FA-cupfinalen mot Manchester United FC med 3-2 på Wembley Stadium.[14]
- 16 maj - FC Barcelona vinner Europeiska cupvinnarcupen genom att besegra Fortuna Düsseldorf med 4–3 efter förlängning i finalen på Sankt Jakob-Stadion i Basel.[15]
- 23 maj - Borussia Mönchengladbach vinner UEFA-cupen genom att besegra Röda Stjärnan i finalerna.[15]
- 24 maj – IFK Göteborg vinner Svenska cupen genom att finalslå Åtvidabergs FF med 6-1 i Solna.[16]
- 30 maj - Nottingham Forest FC vinner Europacupen för mästarlag genom att besegra Malmö FF med 1-0 på Olympiastadion i München.[15] Malmö FF tilldelas för Svenska Dagbladets guldmedalj för sina insatser.
- 8 juli - Sverige blir nordiska dammästare i Norge före Danmark och Finland.[17]
- 26 juli - Danmark vinner inofficiella Europamästerskapet för damer i Italien. I finalen får Italien stryk med 0-2 i Neapel.[18]
- 21 augusti - Lars "Laban" Arnesson utses till ny förbundskapten för Sveriges herrar från 1 januari 1980.[3]
- 11 december – Paraguay vinner Copa América genom att i avgörande finalen mot Chile spela 0-0 i Buenos Aires, och totalt vinna finalserien med 3-1.[19]
- Okänt datum – Kevin Keegan, England, utses till Årets spelare i Europa.
- Okänt datum – Diego Maradona, Argentina, utses till Årets spelare i Sydamerika.
- Okänt datum – Thomas N'Kono, Kamerun, utses till Årets spelare i Afrika.

#### Ligasegrare / resp. lands mästare
- Belgien - KSK Beveren
- England - Liverpool FC
- Frankrike - Strasbourg
- Italien - AC Milan
- Nederländerna – AFC Ajax
- Skottland - Celtic FC
- Spanien - Real Madrid CF
- Sverige - Halmstads BK
- Västtyskland - Hamburger SV

### Friidrott
- 23-25 februari - inomhus-Europamästerskapen avgörs i Wien.[3]
- 9-10 juni - Svenska stafettmästerskapen avgörs i Hässleholm.[3]
- 5 juli - Sebastian Coe, Storbritannien noteras för världsrekord på 800 meter löpning för herrar i Oslo, där han klockas på 1.42.4 minuter.[3]
- 4 augusti - Jukka Toivola, Finland vinner herrklassen i Stockholm Marathon medan Heide Brenner, Västtyskland vinner damklassen.[3]
- 4-5 augusti - Östtyskland vinner Europacupen i Turin.[3]
- 11-13 augusti - Svenska mästerskapen avgörs på Malmö stadion.[3]
- 15 augusti - Sebastian Coe, Storbritannien noteras för världsrekord på 1 500 meter löpning för herrar på Letzigrundstadion i Zürich med tiden 3.32.1 minuter.[3]
- 1-3 september - Finnkampen avgörs på Stockholms stadion. Finland vinner herrkampen med 214-194, damkampen med 80-77, och ungdomsmatcherna med 108-93 respektive 79-78.[3]
- 13 september - Pietro Mennea, Italien noteras för världsrekord på 200 meter löpning för herrar i Mexico City, där han klockas på 19.72 sekunder.[3]
- 7 oktober - Lidingöloppet avgörs.[3]
- 31 december - Herb Lindsay, USA vinner herrklassen och Loa Olafsson, Danmark vinner damklassen vid Sylvesterloppet i São Paulo.[20]
- Bill Rodgers, USA vinner herrklassen vid Boston Marathon.[21] medan Joan Benoit, USA vinner damklassen.[22]

### Golf

#### Herrar
- 8 juli - Sandy Lyle, Storbritannien vinner SEO på Vasatorpsbanan utanför Helsingborg.[3]

- The Masters vinns av Fuzzy Zoeller, USA
- US Open vinns av Hale Irwin, USA
- British Open vinns av Severiano Ballesteros, Spanien
- PGA Championship vinns av David Graham, Australien
- Mest vunna vinstpengar på PGA-touren: Tom Watson, USA med $462 636
- Ryder Cup: USA besegrar Europa med 17 – 11 i den första matchen enligt den nya spelordningen (USA – Europa).

#### Damer
- US Womens Open – Jerilyn Britz, USA
- LPGA Championship – Donna Caponi, USA
- Mest vunna vinstpengar på LPGA-touren: Nancy Lopez, USA med $197 489

### Handboll
- 8 april - HK Drott blir svenska herrmästare.[3]
- 18 november - Sovjet vinner World Cup-finalen i Baltiska hallen i Malmö genom att finalslå Polen med 25-17.[3][23]
- Stockholmspolisens IF blir svenska dammästare.[3]

### Hastighetsåkning på skridskor
- 10-11 februari - 20-årige Eric Heiden, USA blir herrvärldsmästare på Bislett stadion i Oslo före Jan Egil Storholt, Norge och Kay Stenshjemmet, Norge.[3]

### Hästsport

#### Galopp
- 31 mars - Grand National avgörs.[3]
- 24 juni - Birkum Bob vinner Klampenborgs galoppderby.[3]

#### Ridsport
- 8 april - Första världscupen i ridning avslutas i Göteborg.[3]

#### Trav
- 27 maj - Hästen Pershing vinner Elitloppet.[3]
- 11 augusti - International Trot avgörs på Roosevelt Raceway utanför New York.[3]
- 2 september - Svenskt Travderby avgörs på Jägersrobanan.[3]
- 25 november - Hästen Pershing vinner Gran Premio delle Nazioni i Milano.[3]

### Innebandy
- 7 september - Sala IBK bildas i Sverige och är världens första innebandyklubb.[24]

### Ishockey
- 3 januari - Sovjet vinner juniorvärldsmästerskapet i Karlstad och Karlskoga före Tjeckoslovakien och Sverige.[25]
- 8-11 februari - Sovjet vinner Challenge Cup mot NHL All-Stars med 2-1 i matcher (2-4, 5-4, 6-0).[3]
- 27 mars - Modo AIK blir svenska mästare i ishockey för första gången, efter slutspelsvinst över Djurgårdens IF med 2 matcher mot 1.[26]
- 27 april - Sovjet vinner i Moskva världsmästerskapet för andra året i rad med Tjeckoslovakien på andra plats. Sverige blir bronsmedaljörer.[27]
- 21 maj - Stanley Cup vinns av Montreal Canadiens som besegrar New York Rangers med 4 matcher mot 1 i slutspelet.[28]
- 26 augusti - CSKA Moskva, Sovjet vinner Europacupen i Innsbruck före TJ Poldi SONP Kladno, Tjeckoslovakien och Ässät, Finland.[29]
- 21 december - Sovjet vinner Izvestijaturneringen i Moskva före Tjeckoslovakien och Finland.[30]

### Konståkning

#### VM
- Herrar – Vladimir Kovaljev, Sovjetunionen
- Damer – Linda Fratianne, USA
- Paråkning – Tai Babilonia & Randy Gardner, USA
- Isdans - Natalja Linitjuk & Gennadij Karponosov, Sovjetunionen

#### EM
- Herrar – Jan Hoffmann, DDR
- Damer – Annett Pötzsch, DDR
- Paråkning – Marina Tjerkasova & Sergej Sjachraj, Sovjetunionen
- Isdans - Natalja Linitjuk & Gennadij Karponosov, Sovjetunionen

### Motorsport

#### Formel 1
- 7 oktober - Världsmästare blir Jody Scheckter, Sydafrika.[3]

#### Motocross
- Håkan Carlqvist, Sverige blir världsmästare i 250cc-klassen på en Husqvarna.

#### Rally
- 14 december - Björn Waldegård vinner rally-VM med en Ford Escort RS1800.

#### Speedway
- 23 juni - Ole Olsen och Hans Nielsen från Danmark blir parvärldsmästare i Vojens.[3]
- 2 september - Ivan Mauger, Nya Zeeland blir världsmästare i Chorzów.[3]

#### Sportvagnsracing
- Den tyska biltillverkaren Porsche vinner sportvagns-VM.
- Klaus Ludwig, Bill Whittington och Don Whittington vinner Le Mans 24-timmars med en Porsche 935.

### Orientering
- 27 juli - O-ringen i Örebro avslutas.[3]
- 2-4 september - Världsmästerskapen avgörs i Tammerfors.[31]
- 23 september - Svenska mästerskapen i Malung avslutas.[3]

### Rugby
- 23 juni - Norge spelar sin första officiella herrlandskamp i rugby union, då man i Köpenhamn förlorar mot Danmark med 12-30.[32]

### Simning
- 30 mars - Svenska kortbanemästerskapen i Västerås inleds.[3]
- 29 juli - Svenska långbanemästerskapen i Ronneby avslutas.[3]

### Skidor, alpina grenar
- 18 februari - Ingemar Stenmark blir i Sälen blir svensk mästare för nionde gången i rad.[3]
- 19 mars - Peter Lüscher, Schweiz säkrar slutsegern i herrvärldscupen vid tävlingar i Furano.[3]
- 15 september - Ingemar Stenmark skadas vid störtloppsträningar i Schanstal, landar på bakhuvudet efter en tung luftfärd, och slås medvetslös. Han vaknar tio minuter senare, och skickas i helikopter till sjukhuset i Milano.[3]

#### Herrar

##### Världscupen
- Totalsegrare: Peter Lüscher,  Schweiz
- Slalom: Ingemar Stenmark, Sverige
- Storslalom: Ingemar Stenmark, Sverige
- Störtlopp: Peter Müller,  Schweiz

##### SM
- - Slalom vinns av Ingemar Stenmark, Tärna IK Fjällvinden. Lagtävlingen vinns av Tärna IK Fjällvinden.
  - Storslalom vinns av Ingemar Stenmark, Tärna IK Fjällvinden. Lagtävlingen vinns av Tärna IK Fjällvinden.
  - Störtlopp vinns av Helmut Grassl, Karlskoga SLK. Lagtävlingen vinns av Åre SLK.

#### Damer

##### Världscupen
- Totalsegrare: Annemarie Moser-Pröll, Österrike
- Slalom: Regine Sackl, Österrike
- Storslalom: Christa Kinshofer, Västtyskland
- Störtlopp: Annemarie Moser-Pröll, Österrike

##### SM
- - Slalom vinns av Pia Gustafsson, Gällivare SK. Lagtävlingen vinns av Gällivare SK. **Storslalom vinns av Ann Melander, Täby SLK. Lagtävlingen vinns av Gällivare SK.
  - Störtlopp vinns av Christina Jonsson, Sundsvalls SLK.

### Skidor, längdåkning

#### Herrar

##### Världscupen
- 1 Oddvar Brå, Norge
- 2 Lars-Erik Eriksen, Norge
- 3 Sven-Åke Lundbäck, Sverige

##### Övrigt
- 4 mars - Ola Hassis, Orsa IF vinner Vasaloppet.[33]

##### SM
- 15 km vinns av Thomas Wassberg, Åsarna IK. Lagtävlingen vinns av Åsarna IK.
- 30 km vinns av Thomas Wassberg, Åsarna IK. Lagtävlingen vinns av Åsarna IK.
- 50 km vinns av Erik Gustavsson, Malungs IF. Lagtävlingen vinns av Delsbo SK.
- Stafett 3 x 10 km vinns av Skellefteå SK med laget  Erik Wäppling, Jarl Svensson och Tommy Lundberg .

#### Damer
- 26 februari - 34-årige Lena Wallin från Säter blir först i mål vid första Öppet spår.[3]

##### Världscupen
- 1 Galina Kulakova, Sovjetunionen
- 2 Raisa Smetanina, Sovjetunionen
- 3 Zinaida Amosova, Sovjetunionen

##### SM
- 5 km vinns av Lena Carlzon-Lundbäck, Malmbergets AIF. Lagtävlingen vinns av Högbo GIF.
- 10 km vinns av Lena Carlzon-Lundbäck, Malmbergets AIF. Lagtävlingen vinns av Högbo GIF.
- 20 km vinns av Lena Carlzon-Lundbäck, Malmbergets AIF. Lagtävlingen vinns av IFK Mora.
- Stafett 3 x 5 km vinns av Högbo GIF med laget  Meeri Bodelid, Eva Lindqvist och Gunnel Mörtberg .

### Skidskytte

#### Herrar

##### VM
- Sprint 10 km
  - 1 Frank Ullrich, DDR
  - 2 Odd Lirhus, Norge
  - 3 Luigi Weiss, Italien
- Distans 20 km
  - 1 Klaus Siebert, DDR
  - 2 Aleksandr Tichonov, Sovjetunionen
  - 3 Sigleif Johansen, Norge
- Stafett 4 x 7,5 km
  - 1 DDR (Manfred Beer, Klaus Siebert. Frank Ullrich & Eberhard Rösch)
  - 2 Finland (Simo Halonen, Heikki Ikola, Erkki Antola & Raimo Seppänen)
  - 3 Sovjetunionen (Vladimir Alikin, Vladimir Barnasjov, Nikolaj Kruglov & Aleksandr Tichonov)

##### Världscupen
- 1 Klaus Siebert, DDR
- 2 Frank Ullrich, DDR
- 3 Vladimir Barnasjov, Sovjetunionen

### Tennis

#### Herrar
- Tennisens Grand Slam:
  - 10 juni - Björn Borg, Sverige, vinner Franska öppna genom att finalslå Victor Pecci, Paraguay.[3]
  - 7 juli - Björn Borg, Sverige, vinner Wimbledon genom att finalslå Roscoe Tanner, USA, med 3-2 i set.[3]
  - US Open - John McEnroe, USA
  - Australiska öppna - Guillermo Vilas, Argentina
- 6 maj - John McEnroe, USA, besegrar Björn Borg, Sverige, med 3-1 i set i WCT-finalen i Dallas.[3]
- 22 juli - Björn Borg, Sverige, besegrar Balázs Taróczy, Ungern, med 2-0 i set i Swedish Open-finalen i Båstad.[3]
- 12 november - John McEnroe, USA, besegrar Gene Mayer, USA, med 3-0 i set i Stockholm Open-finalen.[3]
- 7 december - Davis Cup: USA finalbesegrar Italien med 5-0 i San Francisco.[34]

#### Damer
- Tennisens Grand Slam:
  - Franska öppna - Chris Evert-Lloyd, USA
  - Wimbledon - Martina Navratilova, Tjeckoslovakien
  - US Open - Tracy Austin, USA
  - Australiska öppna - Barbara Jordan, USA
- 6 maj - USA vinner Federation Cup genom att finalbesegra Australien med 3-0 i Madrid.[35]

### Tyngdlyftning
- 13 maj - Europamästerskapen avgörs i Varna.[3]
- 11 november - Världsmästerskapen avgörs i Thessaloniki.[3]

#### Styrkelyft
- 2-4 mars - Europamästerskapen avgörs i Huskvarna.[3]

### Volleyboll
- 12 oktober - Sovjet vinner herrarnas Europamästerskap i Paris före Polen och Jugoslavien.[36]
- 13 oktober - Sovjet vinner damernas Europamästerskap i Lyon före Östtyskland och Bulgarien.[36]

## Evenemang
- VM i brottning anordnas i San Diego, Kalifornien
- VM i curling för damer anordnas i Perth, Skottland
- VM i curling för herrar anordnas i Bern, Schweiz
- VM på cykel anordnas i Valkenburg i Nederländerna
- VM i ishockey anordnas i Moskva, Sovjetunionen
- VM i konståkning anordnas i Wien, Österrike
- VM i skidskytte anordnas i Ruhpolding, Västtyskland

## Födda
- 8 januari
  - Hanna Ljungberg, svensk fotbollsspelare.
  - Adrian Mutu, rumänsk fotbollsspelare.
- 10 januari - Henrik Tallinder, svensk ishockeyspelare.
- 12 januari - Marián Hossa, slovakisk ishockeyspelare.
- 18 januari - Ruslan Fedotenko, ukrainsk ishockeyspelare.
- 4 februari - Giorgio Pantano, italiensk racerförare.
- 9 februari – Irina Slutskaja, rysk konståkare.
- 16 februari – Valentino Rossi, italiensk motorcykelförare.
- 19 februari – Sarah Schleper, amerikansk alpin skidåkare.
- 21 februari - Denis In-Fa-Lin, bandyspelare.
- 1 mars - Mustafa Mohamed, svensk friidrottare, 3000 m hinder.
- 6 mars - Tim Howard, amerikansk fotbollsmålvakt.
- 13 mars – Jens Filbrich, tysk längdåkare.
- 14 mars – Nicolas Anelka, fransk fotbollsspelare.
- 16 april - Christijan Albers, nederländsk racerförare.
- 21 april - Tobias Linderoth, svensk fotbollsspelare.
- 1 maj – Lars Berger, norsk skidskytt.
- 3 maj – Simone Denkinger, tysk skidskytt.
- 13 maj - Sara Larsson, svensk fotbollsspelare.
- 14 juni - Johan Arneng, svensk fotbollsspelare.
- 25 juni - Daniel Jensen, dansk fotbollsspelare.
- 5 juli – Amélie Mauresmo, fransk tennisspelare.
- 14 juli – Axel Teichmann, tysk längdåkare.
- 21 juli - Bradley Kahlefeldt, australisk triathlonist
- 9 augusti – Tore Ruud Hofstad, norsk längdåkare.
- 29 augusti - Paulinho Guará, brasiliansk fotbollsspelare.
- 5 september - John Carew, norsk fotbollsspelare.
- 13 september – Linda Tjørhom, norsk skidskytt.
- 19 september - Mikael Tellqvist, svensk ishockeyspelare.
- 21 september – Martina Glagow, tysk skidskytt.
- 26 september - Nikita Cuffe, australisk vattenpolospelare.
- 15 oktober - Paul Robinson, engelsk fotbollsspelare.
- 17 oktober - Kimi Räikkönen, finländsk racerförare.
- 15 november - Josemi, eg. Jose Miguel Gonzales Rey, spansk fotbollsspelare.
- 23 november - Ivica Kostelić, kroatisk alpin skidåkare.
- 25 november – Sandrine Bailly, fransk skidskytt.
- 8 december - Christian Wilhelmsson, svensk fotbollsspelare.
- 14 december - Michael Owen, brittisk fotbollsspelare.
- 24 december - Sanny Lindström, svensk ishockeyspelare.

## Avlidna
- 20 februari – Nereo Rocco, 66, italiensk fotbollsspelare och -tränare.
- 2 mars – Vincenzo Cuccia, 86, italiensk fäktare.
- 1 juli – Vsevolod Bobrov, 56, sovjetisk ishockeyspelare.
- 22 juli – Sándor Kocsis, 49, ungersk fotbollsspelare.
- 6 augusti - Ivar Johansson, 76, svensk brottare.[3]
- 21 augusti – Giuseppe Meazza, 68, italiensk fotbollsspelare.
- 1 oktober - Harry Persson, 81, svensk tungviktsboxare.[3]
- 31 oktober - Rudolf "Putte" Kock, 78, svensk fotbollsspelare och TV-kommentator.[3]

### Fotnoter
1. ↑  Google book review: Turnen and sport: transatlantic transfers author: Annette R. Hofmann, läst: 12 januari 2010
2. ↑  Bowls Arkiverad 29 september 2015 hämtat från the Wayback Machine. German Football Leagues webbplats, läst: 16 januari 2011
3. 1 2 3 4 5 6 7 8 9 10 11 12 13 14 15 16 17 18 19 20 21 22 23 24 25 26 27 28 29 30 31 32 33 34 35 36 37 38 39 40 41 42 43 44 45 46 47 48 49 50 51 52 53 54 55 56 57 58   Horisont 1979. Bertmarks
4. ↑  ”World Championships 1978/79” (på engelska). Bandysidan. http://www.bandysidan.nu/event.php?EVID=78. Läst 20 augusti 2011.
5. ↑  Erik Jonsson (17 mars 1979). ”1973–1979”. Svenska Bandyförbundet. https://www.svenskbandy.se/BANDYFINALEN/HISTORIK/Svenskamastare/Damer/1973-1979/. Läst 18 mars 2020.
6. ↑  Erik Jonsson (18 mars 1978). ”1970–1979”. Svenska Bandyförbundet. https://www.svenskbandy.se/BANDYFINALEN/HISTORIK/Svenskamastare/Herrar/1970-1979/. Läst 18 mars 2020.
7. ↑  Jimmy Andersson. ”Slutspelet 1978/79”. Jimbobandy. Arkiverad från originalet den 24 maj 2012. https://archive.is/20120524221516/http://www.jimbobandy.nu/70-tal/79_slut.html. Läst 20 augusti 2011.
8. ↑  ”USA Bandy MIlestones” (på engelska). American Bandy Association. https://www.usabandy.com/page/show/6273994-american-bandy-association. Läst 13 augusti 2021.
9. ↑  ”Bandyhistoria 1966-1984”. Svenska Bandyförbundet. 12 mars 1979. https://www.svenskbandy.se/BANDY-INFO/FORBUNDET/Historikochstatistik/Historiskamilstolpar/Bandyhistoria1966-1984. Läst 18 mars 2020.
10. ↑  ”1979 World Series” (på engelska). Baseball-Reference.com. http://www.baseball-reference.com/postseason/1979_WS.shtml. Läst 10 juli 2015.
11. ↑  ”Basketball Reference”. http://www.basketball-reference.com/leagues/NBA_1979_games.html. Läst 25 augusti 2011.
12. ↑  ”Sport Statistics”. Arkiverad från originalet den 18 juni 2011. https://web.archive.org/web/20110618003737/http://www.todor66.com/basketball/Europe/Men_1979.html. Läst 24 augusti 2011.
13. ↑  ”Sport Statistics”. Arkiverad från originalet den 6 maj 2009. https://www.webcitation.org/5gZqatMGn?url=http://todor66.com/basketball/World/Women_1979.html. Läst 24 augusti 2011.
14. ↑  ”England FA Challenge Cup 1978-1979” (på engelska). RSSSF. http://www.rsssf.com/tablese/engcup1979.html. Läst 19 augusti 2012.
15. 1 2 3  ”European Competitions 1978-79” (på engelska). RSSSF. http://www.rsssf.com/ec/ec197879.html. Läst 16 augusti 2011.
16. ↑  Jimmy Lindahl (12 mars 2005). ”Svenska cupen – finalmatcher”. Bolletinen. http://www.bolletinen.se/sfs/pdf/stat_h_allsvens_1941_2005_stat_herr_cupen_finalmatcher.pdf. Läst 21 augusti 2012.
17. ↑  ”Nordic Championships (Women) 1979” (på engelska). RSSSF. http://www.rsssf.com/tablesw/wnord7482.html#79. Läst 20 augusti 2012.
18. ↑  ”Inofficial European Women Championship 1979” (på engelska). RSSSF. http://www.rsssf.com/tablese/eur-women79.html. Läst 20 augusti 2012.
19. ↑  ”RSSSF” (på engelska). RSSSF. http://www.rsssf.com/tables/79safull.html. Läst 16 augusti 2011.
20. ↑  ”1970” (på portugisiska). Sylvesterloppet. Arkiverad från originalet den 1 mars 2014. https://web.archive.org/web/20140301024448/http://www.saosilvestre.com.br/1970. Läst 19 augusti 2012.
21. ↑  ”Boston Marathon”. Arkiverad från originalet den 27 april 2015. https://web.archive.org/web/20150427035419/http://www.baa.org/races/boston-marathon/boston-marathon-history/past-champions/past-mens-open-champions.aspx. Läst 9 april 2011.
22. ↑  ”Boston Marathon”. Arkiverad från originalet den 7 mars 2012. https://web.archive.org/web/20120307073943/http://www.baa.org/races/boston-marathon/boston-marathon-history/past-champions/past-womens-open-champions.aspx. Läst 9 april 2011.
23. ↑  ”Men Handball World Cup 1979 Sweden - 13-18.11 Winner Soviet Union” (på engelska). Sport Statistics. Arkiverad från originalet den 24 augusti 2011. https://web.archive.org/web/20110824170454/http://www.todor66.com/handball/World_Cup/Men_1979.html. Läst 26 augusti 2012.
24. ↑  ”Innebandyns födelse”. Svenska Innebandyförbundet. Arkiverad från originalet den 19 april 2015. https://web.archive.org/web/20150419072559/http://epiadmin.innebandy.se/sv/StatistikHistorik/Innebandyns-fodelse/. Läst 22 augusti 2011.
25. ↑  ”Championnat du monde 1979 des moins de 20 ans” (på franska). Hockey Archives. 3 januari 1979. https://www.hockeyarchives.info/U-20_1979.htm. Läst 9 september 2012.
26. ↑  ”Championnat de Suède 1978/79” (på franska). Hockey Archives. 27 mars 1979. Arkiverad från originalet den 3 november 2015. https://web.archive.org/web/20151103233149/http://www.hockeyarchives.info/Suede1979.htm. Läst 15 augusti 2011.
27. ↑  ”Championnats du monde 1979” (på franska). Hockey Archives. 27 april 1979. https://www.hockeyarchives.info/mondial1979.htm. Läst 15 augusti 2011.
28. ↑  ”NHL 1978/79” (på franska). Hockey Archives. https://www.hockeyarchives.info/NHL1979.htm. Läst 23 mars 2020.
29. ↑  ”Coupe d'Europe 1978/79” (på franska). Hockey Archives. 26 augusti 1979. https://www.hockeyarchives.info/Europe1979.htm. Läst 9 september 2012.
30. ↑  ”Matches internationaux 1979/80” (på franska). Hockey Archives. 21 december 1979. https://www.hockeyarchives.info/inter1980.htm. Läst 20 augusti 2012.
31. ↑  ”World Orienteering Championships 1979” (på engelska). http://orienteering.org/events/?event_id=23. Läst 20 augusti 2012.
32. ↑  ”Rugby International”. http://www.rugbyinternational.net/countries/norway.htm. Läst 20 augusti 2011.
33. ↑  ”Historiska segrare”. Vasaloppet. Arkiverad från originalet den 22 mars 2020. https://web.archive.org/web/20200322121012/https://www.vasaloppet.se/wp-content/uploads/sites/1/2019/09/historiska_segrare_vasaloppet_sve_2019-09-18.pdf. Läst 5 september 2011.
34. ↑  ”Davis Cup”. http://www.daviscup.com/en/results/tie/details.aspx?tieId=10004487. Läst 20 augusti 2011.
35. ↑  ”Fed Cup”. Arkiverad från originalet den 19 april 2012. https://web.archive.org/web/20120419204956/http://www.fedcup.com/en/results/tie/details.aspx?tieId=20003963. Läst 21 augusti 2011.
36. 1 2  ”Sport Statistics”. Arkiverad från originalet den 28 mars 2012. https://web.archive.org/web/20120328223620/http://todor66.com/volleyball/Europe/Men_1979.html. Läst 24 augusti 2011.